# Bridgwater Without
Bridgwater Without – civil parish w Anglii, w hrabstwie Somerset, w dystrykcie (unitary authority) Somerset. Leży 44 km na południowy zachód od miasta Bristol i 202 km na zachód od Londynu. W 2011 civil parish liczyła 428 mieszkańców.